# 美肩鰓䲁
美肩鰓鳚（学名：Omobranchus elegans），又名狗鰷，为輻鰭魚綱鳚形目鳚科肩鰓鳚屬下的一个种，分布西北太平洋朝鮮半島、山東半島及日本南部海域，深度0至3公尺，本魚體延長，略側扁，頭部短鈍，具一對犬齒，頭與體前部體側具許多條橫帶，體後部有小黑點，背鰭硬棘12-13枚、背鰭軟條20-23枚、臀鰭硬棘2枚、臀鰭軟條21-24枚，體長可達6公分，棲息在沿海礁石區，以藻類以及有機碎屑為食，生活習性不明。